# Успение Богородично (Гумендже)
Вижте пояснителната страница за други значения на Успение Богородично.
„Успение Богородично“ (на гръцки: Ἱερός Ναός Κοίμησης της Θεοτόκου) е православна църква, католикон на едноименния мъжки манастир в паланката Гумендже (Гумениса), Гърция, част от Гумендженската, Боймишка и Ругуновска епархия на Вселенската патриаршия.
Издигната е в 1802 година според надпис в нея като гробищен храм, на старите гробища в югозападната част на градчето. Според втори надпис в 1837 година е обновена. В средата на XIX век църквата е разширена на запад и на юг с изграждането на трем и горна галерия. Църквата е трикорабна базилика с вътрешни размери 16,1 m х 23,8 m. Осем двойки колони разделят трите кораба, като последната двойка е зад иконостаса. Галерията разположена над трема е Г-образна. Олтарът е поликонхален, като нишите на диаконикона и протезиса не излизат от източната стена. Единствената апсида е полукръгла отвътре и осмоъгълна отвън, оформена с осем полуколони с капители. Църквата е градена от речни камъни, а цялата апсида е от дялани блокове. Храмът има входове от юг – основен, и запад. Вътре има стенописи на северната, южната и западната стена. Иконостасът, балдахините и проскинитариите са резбовани.
През 1983 г. църквата е обявена за паметник на културата под надзора на Девета ефория за византийски старини към Министерството на културата.
Със създаването на Гумендженската епархия в 1991 година храмът става главна църква на новооснован манастир. В 1999 година църквата отново е ремонтирана.